# Diritti LGBT a Hong Kong
L'omosessualità a Hong Kong è legale e qui l'opinione pubblica mostra d'aver una maggiore tolleranza per i dritti delle persone LGBT che nel resto della Repubblica popolare cinese; esiste un'ordinanza governativa emessa dalle autorità pubbliche cittadine che protegge implicitamente contro la discriminazione fondata sull'orientamento sessuale. Non vi è ancora, tuttavia, alcun riconoscimento giuridico per le coppie dello stesso sesso.

## Diritto penale
La legislazione che penalizzava l'omosessualità maschile è stata inizialmente un prodotto del colonialismo britannico e comminava una pena che poteva arrivare fino all'ergastolo. Durante i decenni 1970-1980 vi fu un ampio dibattito pubblico sull'opportunità o meno di riformare tale legge restrittiva in linea con i principi dei diritti umani universali. Come risultato di ciò nel 1991 il consiglio legislativo dell'allora protettorato decise di depenalizzare le relazioni omosessuali private tra adulti, consensuali e non mercenarie.
L'età del consenso era stata posta a ventun anni per gli uomini gay, a differenza dei sedici anni per quelli eterosessuali; la legislazione non ha accennato invece in alcun modo al lesbismo. Gruppi che si battono a favore dei diritti LGBT hanno ripetutamente chiesto di equiparare l'età del consenso, ma è stato sempre risposto loro che la disuguaglianza giuridica era necessaria per protegger i giovani e conservare la tradizione.
Nel 2005 a seguito d'una causa legale intentata contro la discriminazione d'età, il tribunale ha stabilito che l'età ineguale del consenso era anticostituzionale e che pertanto violava il diritto alla parità fra tutti i cittadini; confermata la sentenza da parte della corte d'appello, a partire dal 2006 esiste un'età uguale del consenso posta a sedici anni per tutti.

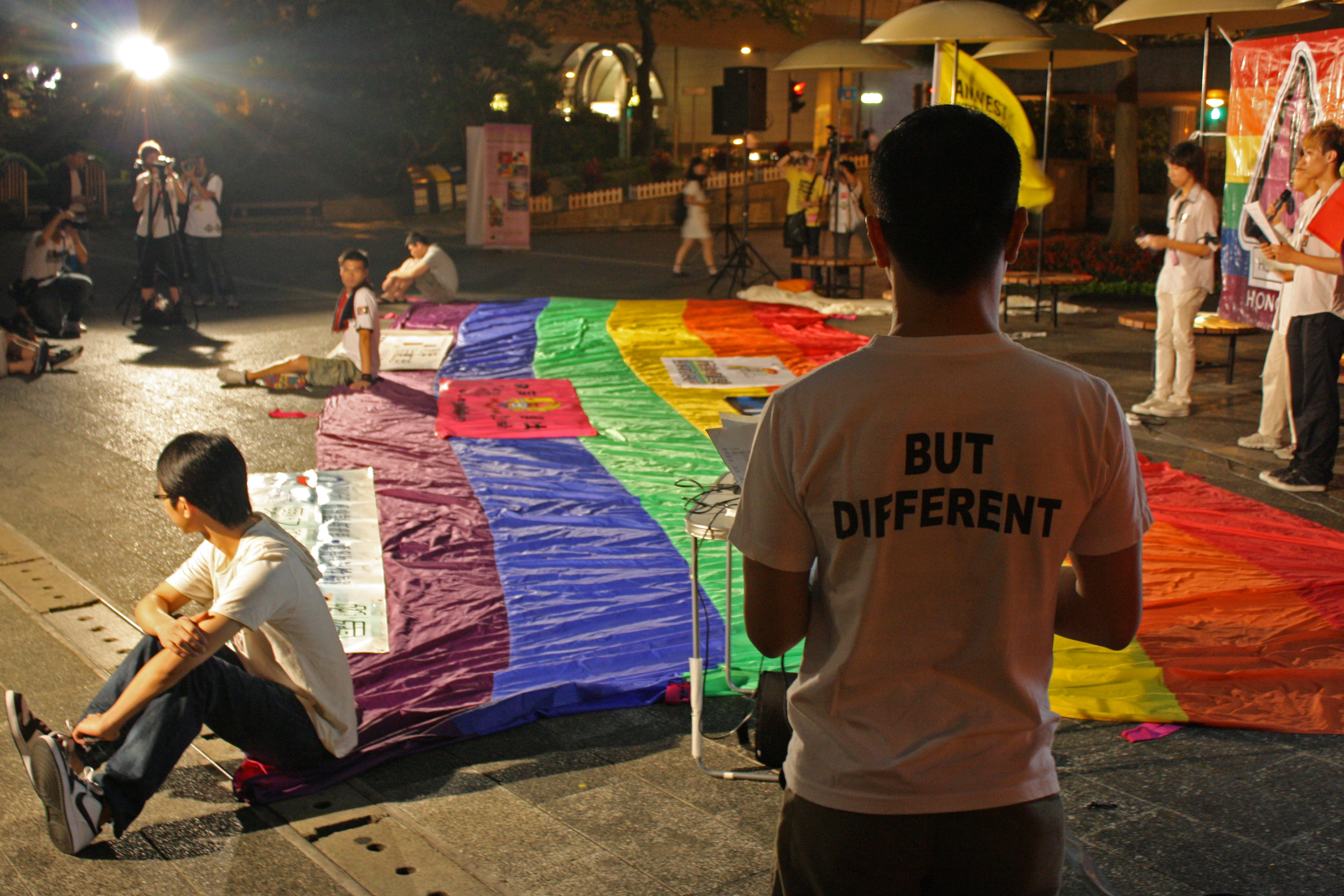
Giornata internazionale contro l'omofobia, la transfobia e la bifobia nel 2010.

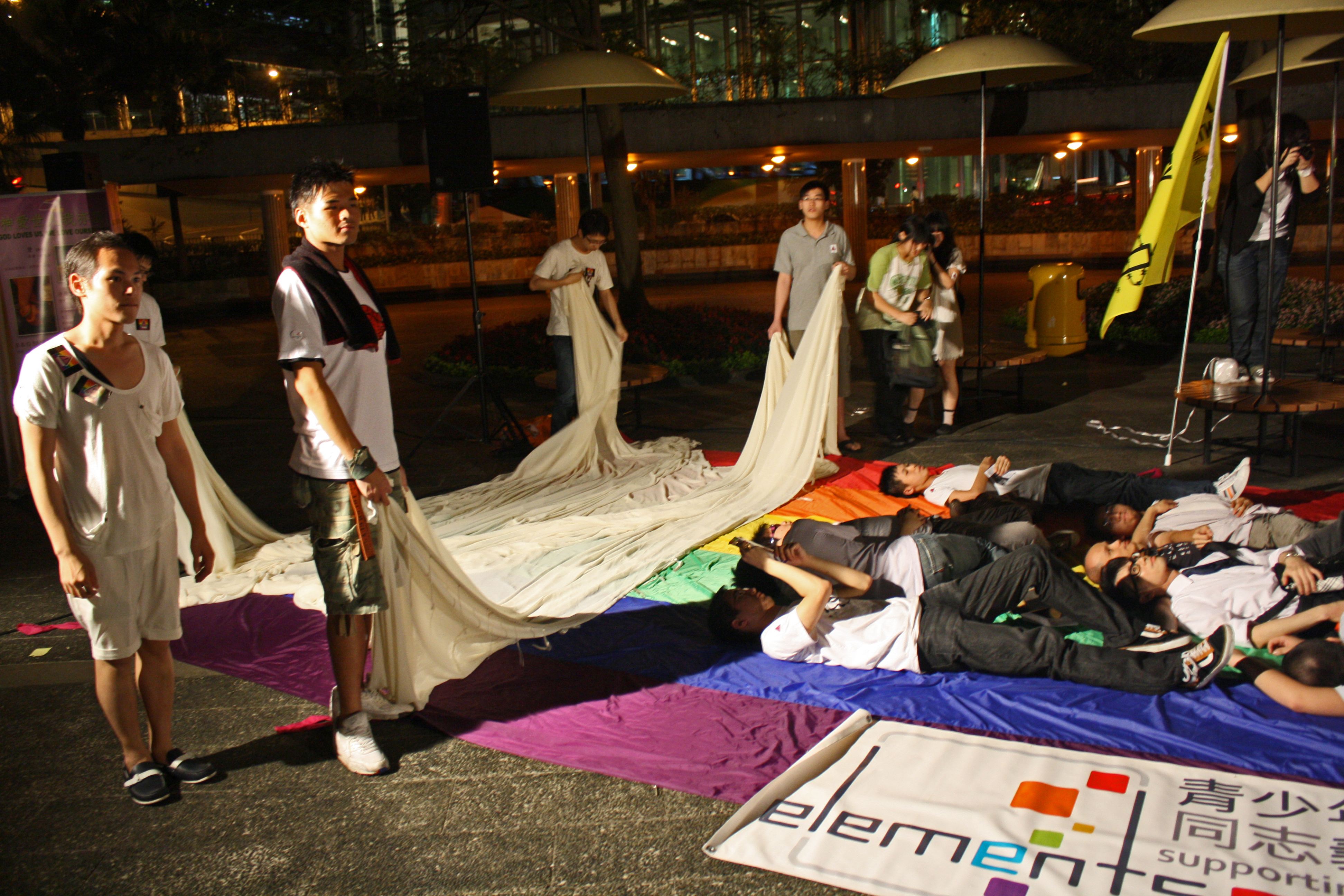

## Leggi anti discriminazione
L'ordinanza del 1991 (Hong Kong Bill of Rights Ordinance) vieta la discriminazione fondata su una serie di motivi fra cui, tra le "Altre condizioni" è stato di fatto incluso anche l'orientamento sessuale; la legge tuttavia si applica solo al settore pubblico, tralasciando in toto quello privato. Nel 1993 era stato proposto dall'ex legislatore Anna Wu un disegno di legge a favore delle pari opportunità che vietasse qualsivoglia form di discriminazione per tutta una serie di motivi tra cui sesso, razza, età, disabilità e sessualità; il suo sforzo non ha dato però alcun risultato fino al 1995 quando è stata emanata la legge sulle pari opportunità: ancora una volta tuttavia la sessualità non è stata inclusa.
L'opposizione politica a una presa di posizione esplicita contro le discriminazioni basate sull'orientamento sessuale viene dai conservatori sociali, spesso legati ai cristiani evangelici, che vedono omosessualità e cross-dressing come segni d'immoralità: dopo che la corte ha respinto l'età ineguale del consenso il leader cattolico Donald Tsang si è pubblicamente opposto alla scelta di parità. In generale i partiti politici e i loro singoli rappresentanti tendono in ogni caso a evitare di fare pubbliche dichiarazioni a favore dei diritti LGBT, anche se ciò incomincia molto lentamente a cambiare. Nel 2010, per la prima volta la parlamentare Cyd Ho Sau-lan, l'ex legislatore Fernando Cheung e il dottor Lo Wing-lok hanno partecipato a una manifestazione pubblica contro l'omofobia.
I dipendenti pubblici sono tenuti a offrire un servizio imparziale, a prescindere dalla sessualità dei loro clienti e la sua mancata esecuzione può esser interpretata come atto di cattiva condotta nel luogo di lavoro; qualsiasi persona condannata per il reato di cui sopra potrebbe affrontare una pena carceraria della durata massima di sette anni. Attualmente, la commissione indipendente contro la corruzione è l'unica agenzia governativa che dispone dei poteri conferiti dall'ordinanza del 1991 per indagare su presunti comportamenti illeciti negli uffici pubblici.
Anche se non vi sono leggi specifiche rivolte ai crimini d'odio contro la comunità LGBT, la polizia ha facoltà di fermare chiunque venga trovato a intimidire qualsiasi persona a prescindere dalla sessualità della vittima, ai sensi dell'art. 24 del decreto anti crimine.

## Espressione dell'identità di genere
Il cross-dressing di per sé non è illegale;  è possibile inoltre il cambiamento di genere nei documenti giuridici come carta d'identità e passaporto (non consente invece di cambiare il certificato di nascita) dopo che una persona ha subito un intervento chirurgico di riassegnazione del sesso.
La corte d'appello ha stabilito, tramite una sentenza del 13 maggio 2013, che una donna transessuale ha tutto il diritto di sposarsi col proprio fidanzato. Il 16 settembre 2013 una donna colombiana transgender proveniente da Taiwan è stata discriminata e abusata sessualmente per più di nove ore dal personale dell'aeroporto. Organizzazioni internazionali come le Nazioni Unite e le ONG di Hong Kong hanno poi fornito assistenza come rifugiato a una persona transessuale diventata apolide.

## Riconoscimento delle relazioni omosessuali
Il matrimonio tra persone dello stesso sesso o le unioni civili non sono attualmente riconosciute all'interno del territorio hongkonghese; nel giugno 2009 tuttavia il governo ha esteso il riconoscimento limitato e protezione alle coppie conviventi dello stesso sesso nella sua ordinanza contro la violenza domestica.
Nel 2013 l'alta corte ha stabilito che una donna transgender può sposarsi col proprio fidanzato, intimando al governo di redigere entro un anno una legge apposita che permetta ai transessuali di sposarsi dopo aver eseguito l'operazione di cambiamento di sesso: il 17 luglio 2014 è stato annunciato che i cittadini transgender potranno sposarsi dopo la pausa estiva.
Né il matrimonio né le unioni civili registrate all'estero sono riconosciute ad Hong Kong, tuttavia molti residenti sono anche cittadini britannici e pertanto a partire dal 2005 hanno la possibilità di registrare la propria eventuale unione omosessuale presso i consolati o le ambasciate britanniche di almeno 22 paesi esteri: la registrazione impiegherà almeno un mese a diventare effettiva e dev'essere fatto di persona nel paese in cui si trova la sede diplomatica. Il consolato generale britannico a Hong Kong si astiene invece dal fornire un tale servizio ai propri cittadini a causa del dissenso da parte delle autorità cittadine.

## Movimenti per i diritti LGBT
A partire dai primissimi anni '90 sono stati istituiti i primi due gruppi che si battono attivamente per i diritti degli omosessuali, "HORIZONS" e "Ten Percent Club". A tutt'oggi esistono diverse organizzazioni, in particolare "Rainbow Action" e "Tongzhi Culture Society", svolgono campagne e organizzano vari eventi educativi e sociali pubblici.
A partire dal 2005 s'è attivato invece un ufficio costituzionale atto a migliorare le pari opportunità per le persone di diverso orientamento sessuale e identità di genere. A partire dal 2012 l'ufficio ha sponsorizzato una serie di annunci trasmessi attraverso la radio, sulla necessità della parità di trattamento delle persone omosessuali operanti nel servizio pubblico.

## Condizioni di vita

### Rappresentazione nei media
Un famoso cantante folk, Chet Lam, ha fatto coming out nel 2008; recentemente anche il noto artista Anthony Wong si è dichiarato essere gay durante una serie di suoi concerti, ottenendo una risposta molto positiva da parte del pubblico. Nel settembre 2014 il neoeletto Ray Chan è stato il primo deputato apertamente omosessuale della Cina. Il 10 novembre di quello stesso anno anche la cantante Denise Ho ha annunciato il proprio orientamento sessuale sul palco durante gli eventi riguardanti il Gay Pride.

### Nel cinema
- 1997: Happy Together
- 1998: Bishōnen
- 2001: Lan Yu
- 2004: Butterfly
- 2004: Enter the Phoenix
- 2008: City Without Baseball
- 2009: Permanent Residence
- 2009: Soundless Wind Chime
- 2010: All About Love
- 2010: Amphetamine
- 2011: Love Actually... Sucks!
- 2012: Speechless

### Opinione pubblica
In un sondaggio datato 2013 e condotto dall'università di Hong Kong, solo il 33,3% degli intervistati ha sostenuto il matrimonio tra persone dello stesso sesso, a fronte di un 43% di fermamente contrari;  un altro sondaggio condotto dal partito liberale ha dato invece come risultato il 29% di favorevoli contro un 59% di contrari. Un dato più recente ha rilevato che il 74% degli intervistati concorda sul fatto che le coppie omosessuali dovrebbero avere almeno alcuni dei diritti e protezioni di cui godono quelle eterosessuali.

## Tabella riepilogativa
| Attività omosessuale legale                                                                                          | (dal 1991)                 |
| Pari età del consenso                                                                                                | (dal 2006)                 |
| Leggi anti discriminatorie sul posto di lavoro                                                                       | Solo negli uffici pubblici |
| Leggi anti discriminatorie nella fornitura di beni e servizi                                                         | Solo in ambito pubblico    |
| Leggi anti discriminatorie in tutti gli altri settori (inclusa la discriminazione indiretta e le espressioni d'odio) | No                         |
| Matrimonio omosessuale                                                                                               | No                         |
| Riconoscimento delle coppie dello stesso sesso                                                                       | No                         |
| Possibilità di adozione da parte di coppie dello stesso sesso o di single                                            | No                         |
| Adozione congiunta da parte di coppie dello stesso sesso                                                             | No                         |
| Diritto legale di cambiare genere                                                                                    | Si                         |
| Accesso alle fecondazione in vitro per le lesbiche                                                                   | No                         |
| Maternità surrogata a pagamento per coppie omosessuali maschili                                                      | No                         |